# 11.ª etapa del Tour de Francia 2022
La 11.ª etapa del Tour de Francia 2022 tuvo lugar el 13 de julio de 2022 entre Albertville y Col du Granon sobre un recorrido de 151,7 km. El vencedor fue el danés Jonas Vingegaard del Jumbo-Visma, nuevo líder de la prueba.

## Clasificación de la etapa
| Albertville - Col du Granon | etapa de montaña | (151,7 km) |

| \| Clasificación de la etapa \| Clasificación de la etapa \| Clasificación de la etapa \| Clasificación de la etapa \| Clasificación de la etapa \| \| Ciclista \| Ciclista \| Equipo \| Tiempo \| \| \| ------------------------- \| ------------------------- \| ------------------------- \| ------------------------- \| ------------------------- \| \| 1.º \| Jonas Vingegaard \| Jumbo-Visma \| 4 h 18 min 02 s \| \| \| 2.º \| Nairo Quintana \| Arkéa-Samsic \| + 59 s \| \| \| 3.º \| Romain Bardet \| Team DSM \| + 1 min 10 s \| \| \| 4.º \| Geraint Thomas \| Ineos Grenadiers \| + 1 min 38 s \| \| \| 5.º \| David Gaudu \| Groupama-FDJ \| + 2 min 04 s \| \| \| 6.º \| Adam Yates \| Ineos Grenadiers \| + 2 min 10 s \| \| \| 7.º \| Tadej Pogačar \| UAE Team Emirates \| + 2 min 51 s \| \| \| 8.º \| Alexéi Lutsenko \| Astana Qazaqstan Team \| + 3 min 38 s \| \| \| 9.º \| Steven Kruijswijk \| Jumbo-Visma \| + 3 min 59 s \| \| \| 10.º \| Warren Barguil \| Arkéa-Samsic \| + 4 min 16 s \| \| |                   |                       |                 |
| |                   |                       |                 |
| Fuente: ProCyclingStats |                   |                       |                 |
| Clasificación de la etapa |                   |                       |                 |
| Ciclista | Ciclista          | Equipo                | Tiempo          |
| 1.º | Jonas Vingegaard  | Jumbo-Visma           | 4 h 18 min 02 s |
| 2.º | Nairo Quintana    | Arkéa-Samsic          | + 59 s          |
| 3.º | Romain Bardet     | Team DSM              | + 1 min 10 s    |
| 4.º | Geraint Thomas    | Ineos Grenadiers      | + 1 min 38 s    |
| 5.º | David Gaudu       | Groupama-FDJ          | + 2 min 04 s    |
| 6.º | Adam Yates        | Ineos Grenadiers      | + 2 min 10 s    |
| 7.º | Tadej Pogačar     | UAE Team Emirates     | + 2 min 51 s    |
| 8.º | Alexéi Lutsenko   | Astana Qazaqstan Team | + 3 min 38 s    |
| 9.º | Steven Kruijswijk | Jumbo-Visma           | + 3 min 59 s    |
| 10.º | Warren Barguil    | Arkéa-Samsic          | + 4 min 16 s    |

## Clasificaciones al final de la etapa

### Clasificación general(Maillot Jaune)
| \| Clasificación general \| Clasificación general \| Clasificación general \| Clasificación general \| Clasificación general \| \| Ciclista \| Ciclista \| Equipo \| Tiempo \| \| \| --------------------- \| --------------------- \| --------------------- \| --------------------- \| --------------------- \| \| 1.º \| Jonas Vingegaard \| Jumbo-Visma \| 41 h 29 min 59 s \| \| \| 2.º \| Romain Bardet \| Team DSM \| + 2 min 16 s \| \| \| 3.º \| Tadej Pogačar \| UAE Team Emirates \| + 2 min 22 s \| \| \| 4.º \| Geraint Thomas \| Ineos Grenadiers \| + 2 min 26 s \| \| \| 5.º \| Nairo Quintana \| Arkéa-Samsic \| + 2 min 37 s \| \| \| 6.º \| Adam Yates \| Ineos Grenadiers \| + 3 min 06 s \| \| \| 7.º \| David Gaudu \| Groupama-FDJ \| + 3 min 13 s \| \| \| 8.º \| Aleksandr Vlásov \| Bora-Hansgrohe \| + 7 min 23 s \| \| \| 9.º \| Alexéi Lutsenko \| Astana Qazaqstan Team \| + 8 min 07 s \| \| \| 10.º \| Enric Mas \| Movistar Team \| + 9 min 29 s \| \| |                  |                       |                  |
| |                  |                       |                  |
| Fuente: ProCyclingStats |                  |                       |                  |
| Clasificación general |                  |                       |                  |
| Ciclista | Ciclista         | Equipo                | Tiempo           |
| 1.º | Jonas Vingegaard | Jumbo-Visma           | 41 h 29 min 59 s |
| 2.º | Romain Bardet    | Team DSM              | + 2 min 16 s     |
| 3.º | Tadej Pogačar    | UAE Team Emirates     | + 2 min 22 s     |
| 4.º | Geraint Thomas   | Ineos Grenadiers      | + 2 min 26 s     |
| 5.º | Nairo Quintana   | Arkéa-Samsic          | + 2 min 37 s     |
| 6.º | Adam Yates       | Ineos Grenadiers      | + 3 min 06 s     |
| 7.º | David Gaudu      | Groupama-FDJ          | + 3 min 13 s     |
| 8.º | Aleksandr Vlásov | Bora-Hansgrohe        | + 7 min 23 s     |
| 9.º | Alexéi Lutsenko  | Astana Qazaqstan Team | + 8 min 07 s     |
| 10.º | Enric Mas        | Movistar Team         | + 9 min 29 s     |

### Clasificación por puntos(Maillot Vert)
| Clasificación por puntos | Clasificación por puntos | Clasificación por puntos | Clasificación por puntos | Clasificación por puntos |
| Ciclista                 | Ciclista                 | Equipo                   | Puntos                   |                          |
| ------------------------ | ------------------------ | ------------------------ | ------------------------ | ------------------------ |
| 1.º                      | Wout van Aert            | Jumbo-Visma              | 304 pts                  |                          |
| 2.º                      | Fabio Jakobsen           | Quick-Step Alpha Vinyl   | 155 pts                  |                          |
| 3.º                      | Tadej Pogačar            | UAE Team Emirates        | 148 pts                  |                          |
| 4.º                      | Magnus Cort              | EF Education-EasyPost    | 129 pts                  |                          |
| 5.º                      | Christophe Laporte       | Jumbo-Visma              | 114 pts                  |                          |
| 6.º                      | Jasper Philipsen         | Alpecin-Deceuninck       | 109 pts                  |                          |
| 7.º                      | Jonas Vingegaard         | Jumbo-Visma              | 86 pts                   |                          |
| 8.º                      | Peter Sagan              | TotalEnergies            | 86 pts                   |                          |
| 9.º                      | Simon Clarke             | Israel-Premier Tech      | 72 pts                   |                          |
| 10.º                     | Michael Matthews         | BikeExchange-Jayco       | 68 pts                   |                          |

### Clasificación de la montaña(Maillot à Pois Rouges)
| Clasificación de la montaña | Clasificación de la montaña | Clasificación de la montaña | Clasificación de la montaña | Clasificación de la montaña |
| Ciclista                    | Ciclista                    | Equipo                      | Puntos                      |                             |
| --------------------------- | --------------------------- | --------------------------- | --------------------------- | --------------------------- |
| 1.º                         | Simon Geschke               | Cofidis                     | 43 pts                      |                             |
| 2.º                         | Pierre Latour               | TotalEnergies               | 35 pts                      |                             |
| 3.º                         | Jonas Vingegaard            | Jumbo-Visma                 | 30 pts                      |                             |
| 4.º                         | Warren Barguil              | Arkéa-Samsic                | 30 pts                      |                             |
| 5.º                         | Tadej Pogačar               | UAE Team Emirates           | 18 pts                      |                             |
| 6.º                         | Bob Jungels                 | AG2R Citroën Team           | 18 pts                      |                             |
| 7.º                         | Wout van Aert               | Jumbo-Visma                 | 17 pts                      |                             |
| 8.º                         | Nairo Quintana              | Arkéa-Samsic                | 15 pts                      |                             |
| 9.º                         | Thibaut Pinot               | Groupama-FDJ                | 14 pts                      |                             |
| 10.º                        | Romain Bardet               | Team DSM                    | 12 pts                      |                             |

### Clasificación del mejor joven(Maillot Blanc)
| Clasificación del mejor joven | Clasificación del mejor joven | Clasificación del mejor joven      | Clasificación del mejor joven | Clasificación del mejor joven |
| Ciclista                      | Ciclista                      | Equipo                             | Tiempo                        |                               |
| ----------------------------- | ----------------------------- | ---------------------------------- | ----------------------------- | ----------------------------- |
| 1.º                           | Tadej Pogačar                 | UAE Team Emirates                  | 41 h 32 min 21 s              |                               |
| 2.º                           | Thomas Pidcock                | Ineos Grenadiers                   | + 8 min 50 s                  |                               |
| 3.º                           | Brandon McNulty               | UAE Team Emirates                  | + 29 min 30 s                 |                               |
| 4.º                           | Matteo Jorgenson              | Movistar Team                      | + 43 min 47 s                 |                               |
| 5.º                           | Andreas Leknessund            | Team DSM                           | + 48 min 20 s                 |                               |
| 6.º                           | Kevin Geniets                 | Groupama-FDJ                       | + 58 min 11 s                 |                               |
| 7.º                           | Georg Zimmermann              | Intermarché-Wanty-Gobert Matériaux | + 1 h 02 min 16 s             |                               |
| 8.º                           | Michael Storer                | Groupama-FDJ                       | + 1 h 03 min 07 s             |                               |
| 9.º                           | Fred Wright                   | Bahrain Victorious                 | + 1 h 12 min 09 s             |                               |
| 10.º                          | Matis Louvel                  | Arkéa-Samsic                       | + 1 h 19 min 23 s             |                               |

### Clasificación por equipos(Classement par Équipe)
| Clasificación por equipos | Clasificación por equipos | Clasificación por equipos | Clasificación por equipos |
| Equipo                    | Equipo                    | Tiempo                    |                           |
| ------------------------- | ------------------------- | ------------------------- | ------------------------- |
| 1.º                       | Ineos Grenadiers          | 24 h 37 min 03 s          |                           |
| 2.º                       | Jumbo-Visma               | + 11 min 35 s             |                           |
| 3.º                       | Groupama-FDJ              | + 32 min 44 s             |                           |
| 4.º                       | UAE Team Emirates         | + 40 min 26 s             |                           |
| 5.º                       | Bora-Hansgrohe            | + 53 min 03 s             |                           |
| 6.º                       | Arkéa-Samsic              | + 59 min 34 s             |                           |
| 7.º                       | Bahrain Victorious        | + 1 h 18 min 33 s         |                           |
| 8.º                       | Movistar Team             | + 1 h 21 min 23 s         |                           |
| 9.º                       | Cofidis                   | + 1 h 23 min 06 s         |                           |
| 10.º                      | Team DSM                  | + 1 h 29 min 05 s         |                           |

## Abandonos
Oliver Naesen y Mathieu van der Poel no completaron la etapa.